# Platydema excavatum
Platydema excavatum es una especie de escarabajo del género Platydema, tribu Diaperini, familia Tenebrionidae. Fue descrita científicamente por Say en 1824.
La especie se mantiene activa durante todos los meses del año.

## Descripción
Mide 3,4-5,8 milímetros de longitud.

## Distribución
Se distribuye por México, Canadá, Estados Unidos, Panamá, Costa Rica, Cuba, Panamá, Guatemala, Guyana, Bahamas, Honduras y Jamaica.